# Robert Du Bourg de Bozas
Pierre Marie Robert Du Bourg de Bozas (Vichy, 13 de abril de 1871 - Dungu ( República Democrática del Congo), 24 de diciembre de 1902), fue un explorador francés.

## Biografía

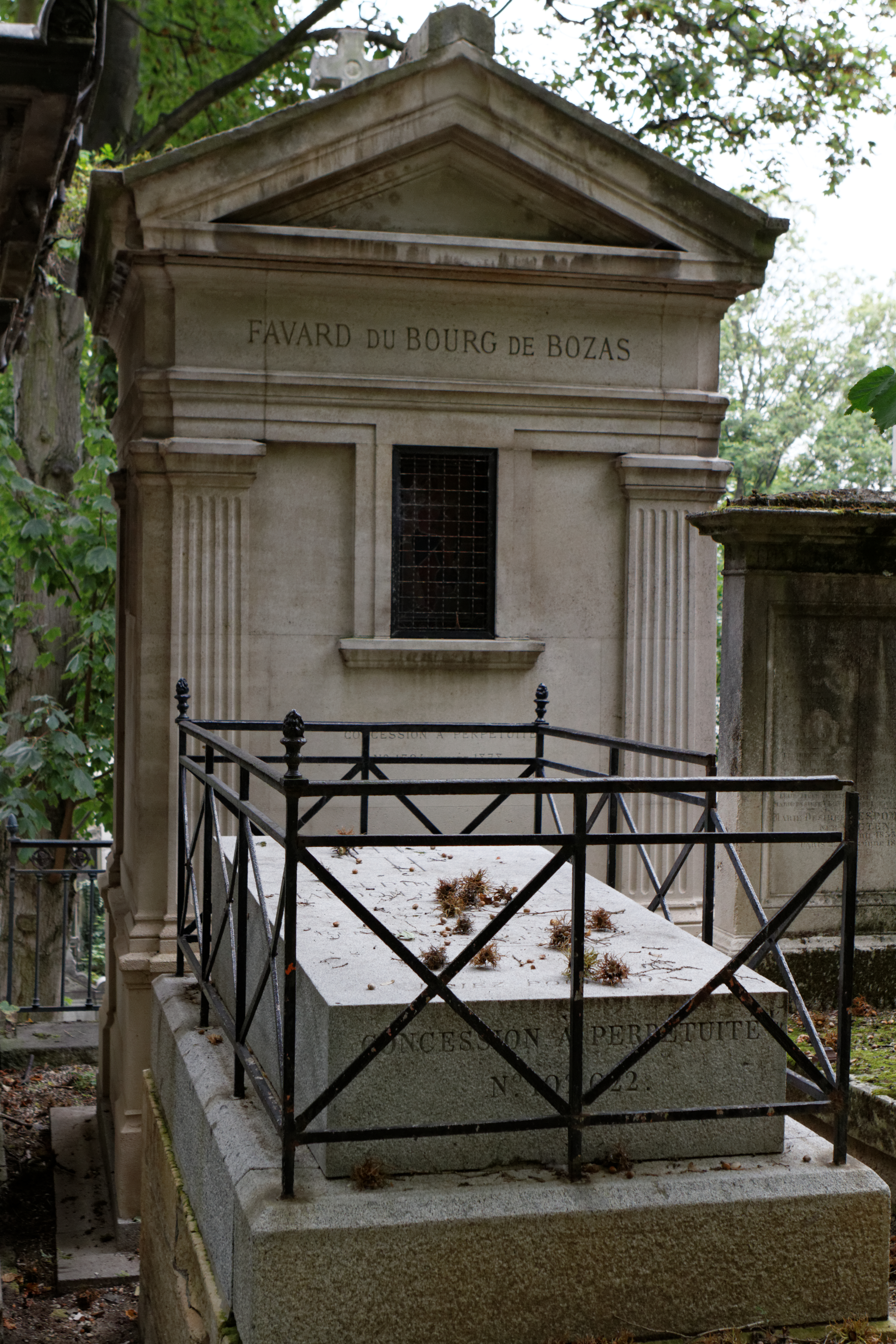
Sepultura de Robert Du Bourg de Bozas en París

Du Bourg era un aristócrata rico que decidió convertirse en explorador y presentó en 1900 al Ministerio de Instrucción Pública un proyecto para la exploración del África Oriental Británica, proyecto que fue rechazado. Organizó una expedición desde el Mar Rojo hasta el Nilo pasando por el sur de Etiopía y para ello obtuvo el patrocinio del Museo de Historia Natural de París y de la Sociedad de Geografía de París.
Llegó a Yibuti a finales de enero de 1901, y en abril alcanzó Harrar, donde fue recibido por el ras Mekonnen Welde Mikaél. Viajó en junio por el Ogadén occidental y permaneció dos meses con los oromo, participando en las grandes cacerías de elefantes. En diciembre llegó a Addi Abeba, donde obtuvo permiso de Menelik II para continuar su expedición, y en abril de 1902 avistó el río Omo y luego exploró la región del lago Turkana.
Tras establecer contacto con pueblos nilóticos, llegó al Nilo en Nimule en septiembre de 1902. Pasó a la villa de Lado, en el sur de Sudán, y cruzó las marismas para alcanzar Dungu, cerca el río Uele, en la cuenca del Congo. Enfermó de fiebres y tuvo que permanecer en Dungu durante varios meses, falleciendo finalmente en diciembre de 1902. 
El doctor Émile Brumpt, que le había estado tratando, se hizo cargo entonces de la expedición y consiguió que gran parte de los informes y las colecciones recopiladas se salvaran, pasando a formar parte de los fondos del Museo de Historia Natural de París.